# Велика Бушинка
Вели́ка Буши́нка — село в Україні, у Немирівській міській громаді Вінницького району Вінницької області. Населення становить 1364 особи.

## Історія
12 червня 2020 року, відповідно до Розпорядження Кабінету Міністрів України  № 707-р «Про визначення адміністративних центрів та затвердження територій територіальних громад Вінницької області», увійшло до складу Немирівської міської громади.
19 липня 2020 року, в результаті адміністративно-територіальної реформи та ліквідації Немирівського району, село увійшло до складу Вінницького району.

## Населення
Згідно з переписом УРСР 1989 року чисельність наявного населення села становила 1420 осіб, з яких 660 чоловіків та 760 жінок.
За переписом населення України 2001 року в селі мешкало 1366 осіб.

### Мова
Розподіл населення за рідною мовою за даними перепису 2001 року:
| Мова       | Відсоток |
| ---------- | -------- |
| українська | 98,90 %  |
| російська  | 0,88 %   |
| молдовська | 0,07 %   |

## Пам'ятки
- Урочище Луги — ландшафтний заказник місцевого значення.

## Люди
В селі народився  Кононенко Валерій Васильович (нар. 1970) — український історик.